# Joneser (музичний гурт)
Joneser — український інді-гурт, заснований Стасом Веречуком у 2016 році в Києві. Стиль поєднує гітарне інді з елементами електроніки. Назва гурту на американському сленгу означає людину, яка дуже сильно чогось прагне.

## Історія
Гурт було створено Стасом Веречуком навесні 2016 року, одразу після закриття свого попереднього фанк-рокового проекту Stassa Biomassa, з яким він працював з 2014 по 2016 рік. З його слів: "В межах старого проекту було неможливо створювати глибоку та сучасну музику внаслідок його вузької спрямованості на треш-фанк". До 2014 року Стас Веречук взагалі не мав жодного відношення до музики та творчості, будучи адвокатом, слідчим прокуратури, прокурором відділу та консультантом з міжнародного податкового планування з 14-річним юридичним стажем.
Дебютний альбом (EP) із назвою "Зелено-жовтий" був презентований у квітні 2016 року. Головний сингл альбому під назвою "Хочеш?", записаний українською, потрапив у ротації до найбільших радіостанцій країни: Русское радио, Країна ФМ, Просто радіо, Наше радіо.
Вже в жовтні 2016 року виходить другий альбом гурту "Розбуди мене навесні" (у складі 8 композицій). Саунд стає більш сучасним, гурт вперше намагається відійти від класичного рокового звучання.
Протягом всього 2017 року Стас Веречук разом з саунд-продюсером Андрієм Ігнатченком працює в студії Iksiy Music над повноформатним україномовним альбомом "Vilni" в стилі інді-поп, який вийшов в квітні 2018 разом з музичним відео на титульний сингл "Vilni". Основна тема всіх пісень альбому - це шлях людини, яка неодмінно бажає розвиватися та шукати себе, незважаючи на жодні проблеми та перепони, що зустрічає на своєму шляху.
Фронтмен гурту Стас Веречук стверджує, що всі тексти пісень до альбому були написані ним за три тижні.
Влітку 2018 року трек «Не той» стає саундтреком для кількох серій серіалу «Київ вдень та вночі», що виходив на Новому Каналі.
У вересні 2019 року до гурту приєдналися гітарист Олексій Юр’єв та драмер Андрій Богданов.
У лютому 2020 року відбувся реліз четвертого, повністю англомовного, альбому "Back Two Me", над яким робота велась протягом 2 років у студіях саунд-продюсерів Геннадія Пугачова і Ярослава Татарченка.
Альбом включає 12 композицій, які поєднані однією сюжетною лінією. Кожна пісня є окремим епізодом великої історії шляху фронтмена гурту до себе справжнього. Пісня "June" присвячена батьку фронтмена Валерію Веречуку, який помер від онко-хвороби в червні 2016 року. Всі демо-версії всіх пісень альбому в червні-липні 2017 року були зроблені власноруч Стасом Веречуком, який спеціально для цього навчався в Kyivsoundschool за напрямком саунд-дизайну.
Потужний електронний саунд альбому цікаво поєднується з незвичним, місцями досить брудним звучанням гітар, прогресивною електронною ритм-секцією, красивими гармоніями пісень та м'яким мелодійним вокалом Стаса Веречука, що робить альбом "Back Two Me" досить знаковою подією для сучасного музичного простору України.
18 лютого 2020 року в ДК Мастерская відбулася презентація альбому "Back Two Me" у лайв-форматі.
На 2020 рік гурт Joneser був відібраний на велику кількість українських фестивалів, в тому числі: Kyiv Music Days, Atlas Weekend, Respublica, Файне місто, Zahidfest, Бандерштадт, Схід-рок. Гуртом було заплановано велику концерту діяльність протягом 2020 року, проте всі плани було скасовано внаслідок обмежень, пов’язаних з ковід-19.
20 червня 2020 року Стас Веречук оголосив про закриття проекту у зв’язку з нестачею часу.
Станом на 2020 рік гуртом записано 38 пісень та знято 7 відеокліпів.

## Учасники

### Теперішній склад
- Стас Веречук — музика, тексти, вокал;
- Олексій Юр’єв — гітара;
- Андрій Богданов — барабани.[8]

## Дискографія
- 2016 — Зелено-жовтий
- 2017 — Розбуди мене навесні[9]
- 2018 — Vilni
- 2020 — Back Two Me

### Сингли
- 2016 — Хочеш?
- 2017 — Розбуди мене навесні
- 2017 — UA
- 2017 — Час
- 2017 — Хто?
- 2018 — Вільні
- 2020 — Miraline
- 2020 — June
- 2020 — Going

## Відеокліпи
- 2017 — Хто?
- 2017 — Час
- 2018 — Вільні
- 2018 — Південний вітер.
- 2020 — Miraline[10]
- 2020 — June
- 2020 — Going

## Зовнішні посилання
Офіційний вебсайт - https://joneser.space/ [Архівовано 11 січня 2022 у Wayback Machine.]
Facebook - https://www.facebook.com/joneser99/
SoundCloud - https://soundcloud.com/joneser99